# Mistrzostwa Świata w Narciarstwie Dowolnym i Snowboardingu 2021 – half-pipe mężczyzn (narciarstwo dowolne)
Rywalizacja mężczyzn w narciarskim half-pipe'ie podczas mistrzostw świata w Aspen została rozegrana na obiekcie o nazwie Buttermilk Halfpipe. Kwalifikacje planowano rozegrać 10 marca o 12:25, jednak przełożono je na ten sam dzień na 9:50. Z kolei finał odbył się 12 marca o 13:00. Złoty medal wywalczył Nowozelandczyk Nico Porteous, która pokonał drugiego Simona d’Artois oraz trzeciego Birka Irvinga.

## Kwalifikacje
| Miejsce | Bib | Kolejność startu | Zawodnik          | Kraj              | Przejazd 1 | Przejazd 2 | Wynik | Uwagi |
| ------- | --- | ---------------- | ----------------- | ----------------- | ---------- | ---------- | ----- | ----- |
| 1       | 5   | 5                | Brendan Mackay    | Kanada            | 94,25      | 83,00      | 94,25 | Q     |
| 2       | 4   | 2                | Birk Irving       | Stany Zjednoczone | 91,75      | 92,50      | 92,50 | Q     |
| 3       | 2   | 1                | Noah Bowman       | Kanada            | 90,00      | 30,75      | 90,00 | Q     |
| 4       | 18  | 18               | Nico Porteous     | Nowa Zelandia     | 88,75      | 20,50      | 88,75 | Q     |
| 5       | 1   | 8                | Aaron Blunck      | Stany Zjednoczone | 87,75      | 21,25      | 87,75 | Q     |
| 6       | 3   | 3                | Simon d’Artois    | Kanada            | 83,25      | 86,75      | 86,75 | Q     |
| 7       | 6   | 6                | David Wise        | Stany Zjednoczone | 86,00      | 27,25      | 86,00 | Q     |
| 8       | 9   | 9                | Kevin Rolland     | Francja           | 77,25      | 15,25      | 77,25 | Q     |
| 9       | 13  | 11               | Alex Ferreira     | Stany Zjednoczone | 71,50      | 74,25      | 74,25 | Q     |
| 10      | 19  | 15               | Rafael Kreienbühl | Szwajcaria        | 68,25      | 32,00      | 68,25 | Q     |
| 11      | 8   | 7                | Lyman Currier     | Stany Zjednoczone | 35,75      | 67,50      | 67,50 |       |
| 12      | 7   | 10               | Gus Kenworthy     | Wielka Brytania   | 65,50      | 67,25      | 67,25 |       |
| 13      | 15  | 21               | Evan Marineau     | Kanada            | 66,75      | 45,00      | 66,75 |       |
| 14      | 10  | 4                | Birk Ruud         | Norwegia          | 59,75      | 60,25      | 60,25 |       |
| 15      | 22  | 13               | Ben Harrington    | Nowa Zelandia     | 58,00      | 36,50      | 58,00 |       |
| 16      | 24  | 20               | Gustav Legnavsky  | Nowa Zelandia     | 57,25      | 57,25      | 57,25 |       |
| 17      | 17  | 17               | Andreas Gohl      | Austria           | 56,75      | 41,25      | 56,75 |       |
| 18      | 20  | 12               | Marco Ladner      | Austria           | 55,50      | 5,25       | 55,50 |       |
| 19      | 21  | 19               | Jon Sallinen      | Finlandia         | 48,75      | 14,75      | 48,75 |       |
| 20      | 12  | 22               | Robin Briguet     | Szwajcaria        | 7,75       | 47,50      | 47,50 |       |
| 21      | 11  | 14               | Miguel Porteous   | Nowa Zelandia     | 41,50      | 21,25      | 41,50 |       |
| 22      | 23  | 16               | Brendan Newby     | Irlandia          | 28,50      | 40,00      | 40,00 |       |

## Finał
| Miejsce | Bib | Kolejność startu | Zawodnik          | Kraj              | Przejazd 1 | Przejazd 2 | Przejazd 3 | Wynik |
| ------- | --- | ---------------- | ----------------- | ----------------- | ---------- | ---------- | ---------- | ----- |
| 01 !    | 18  | 7                | Nico Porteous     | Nowa Zelandia     | 94,50      | 43,00      | 78,00      | 94,50 |
| 02 !    | 3   | 5                | Simon d’Artois    | Kanada            | 26,50      | 91,25      | 84,50      | 91,25 |
| 03 !    | 4   | 9                | Birk Irving       | Stany Zjednoczone | 89,75      | 4,50       | DNS        | 89,75 |
| 4.      | 13  | 2                | Alex Ferreira     | Stany Zjednoczone | 19,50      | 84,75      | 35,25      | 84,75 |
| 5.      | 1   | 6                | Aaron Blunck      | Stany Zjednoczone | 83,25      | 30,25      | 30,50      | 83,25 |
| 6.      | 19  | 1                | Rafael Kreienbühl | Szwajcaria        | 71,50      | 52,25      | 26,00      | 71,50 |
| 7.      | 5   | 10               | Brendan Mackay    | Kanada            | 35,25      | 54,75      | 44,75      | 54,75 |
| 8.      | 9   | 3                | Kevin Rolland     | Francja           | 9,50       | 49,00      | DNS        | 49,00 |
| 9.      | 2   | 8                | Noah Bowman       | Kanada            | 42,00      | 29,25      | 37,75      | 42,00 |
| 10.     | 6   | 4                | David Wise        | Stany Zjednoczone | 4,75       | 30,75      | 28,50      | 30,75 |